# Medan Merdeka

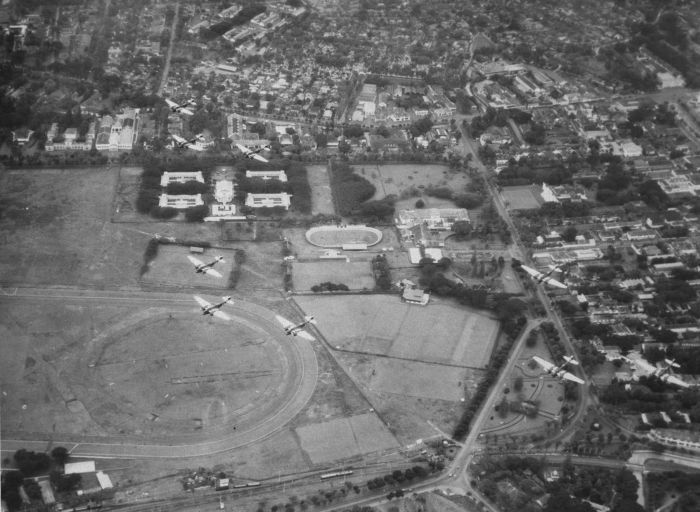
Bommenwerpers van het Koninklijk Nederlandsch-Indisch Leger boven het Koningsplein in Batavia. Gefotografeerd: Noordzijde van het plein tussen 1933 en 1940. Het noorden is rechts.

Het Medan Merdeka (Vrijheidsplein, in koloniale tijd Koningsplein) is een groot plein in het centrum van Jakarta, Indonesië. Het plein is ongeveer een vierkante kilometer groot. Merdeka betekent in het Indonesisch vrijheid of onafhankelijkheid. Tijdens de Nederlandse koloniale tijd werd het plein Koningsplein genoemd.
Het plein wordt ten heden dage omringd door belangrijke overheidsgebouwen, zoals het Merdeka Paleis, een hof van de Indonesische Justitie en verschillende ministeries. In het midden van het plein staat het Nationaal Monument van Indonesië, dat herinnert aan de strijd voor onafhankelijkheid van Nederland in 1945-1949.

## Geschiedenis

### Koningsplein

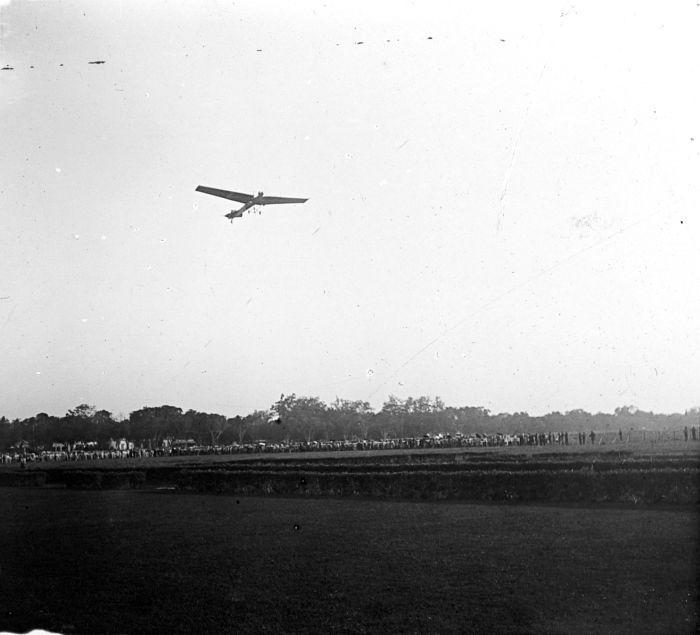
Het Koningsplein in gebruik als militair oefenveld; vliegoefeningen van het KNIL

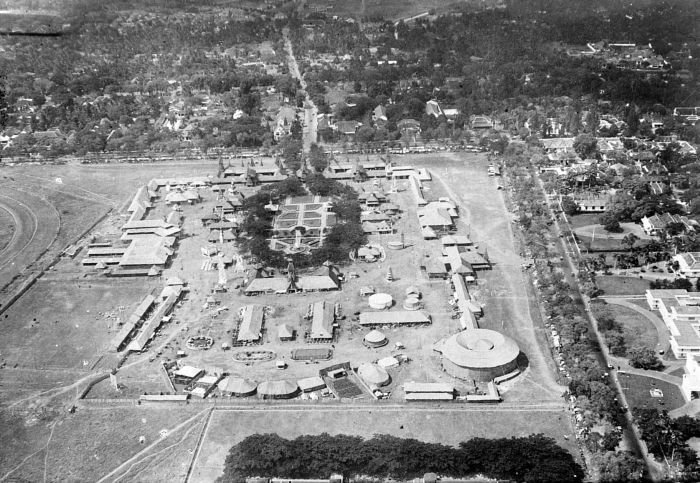
De Jaarmarkt 'Pasar Gambir' in de zuidwest-hoek van het Koningsplein in 1930

In de late 18de eeuw, toen het overheidsorgaan van Nederlands-Indië verhuisde vanuit de oude koloniale binnenstad van Batavia (nu Kota Baru) naar Weltevreden (nu Centraal Jakarta), bouwde men een aantal belangrijke gebouwen rondom het vroegere Buffelsveld, het huidige plein.
Er waren in die tijd twee belangrijke pleinen in Weltevreden: het Buffelsveld en het Waterlooplein (nu Lapangan Banteng). Deze pleinen begonnen vorm te krijgen tijdens de regeerperiode van Daendels in het begin van de 19e eeuw; het Waterlooplein werd het belangrijkste plein voor parades en andere ceremoniële gelegenheden, terwijl het Buffelsveld werd omgedoopt tot de Champs de Mars, wat te wijten was aan de Franse invloed en aan het gebruik als een militair oefenveld. In 1818, kort na het ontstaan van het Verenigd Koninkrijk der Nederlanden, werd de naam van het plein veranderd in het Koningsplein. Dit gebeurde op het moment dat de Gouverneur-Generaal zijn verblijfplaats verplaatste naar een nieuw paleis, ook wel bekend als het Paleis aan het Koningsplein (maak de vergelijking met het Paleis op de Dam). De koloniale overheid heeft daarna sportfaciliteiten gebouwd op het plein, zoals een atletiekbaan en een stadion. De lokale bevolking (Inlanders) noemden het plein Lapangan Gambir, wat gebaseerd is op de naam van een plant die groeit rond het veld. Het Koningsplein werd de locatie van de Gambir Jaarmarkt, een Pasar Malam (avondmarkt) en dé locatie voor het vieren van Koninginnedag ter ere van Koningin Wilhelmina. Sinds 1921 werd de Gambir Jaarmarkt jaarlijks gehouden, wat tegenwoordig gehouden wordt als het moderne Jakarta Fair. Het Koningsplein heeft haar naam gehouden tot de Japanse invasie in 1942.

### Lapangan Ikada
In 1942, tijdens de Japanse bezetting van Nederlands-Indië , werd de naam van het Koningsplein veranderd in Lapangan Ikada (dat is een afkorting van Ikatan Atletik Djakarta of Atletiek Bond Jakarta). De proclamatie van de onafhankelijkheid van Indonesië was oorspronkelijk gepland op Lapangan Ikada. De proclamatie werd echter verhuisd naar een huis in Jalan Pegangsaan (nu Jalan Proklamasi), 17 Augustus 1945. Op 19 September 1945, hield Soekarno zijn Indonesische onafhankelijkheidsverklaring en een antikolonialisme en -imperialisme toespraak, tijdens de Rapat Akbar of grote vergadering.
Na de Tweede Wereldoorlog veranderde de Nederlandse koloniale overheid de naam weer in Koningsplein.

### Medan Merdeka

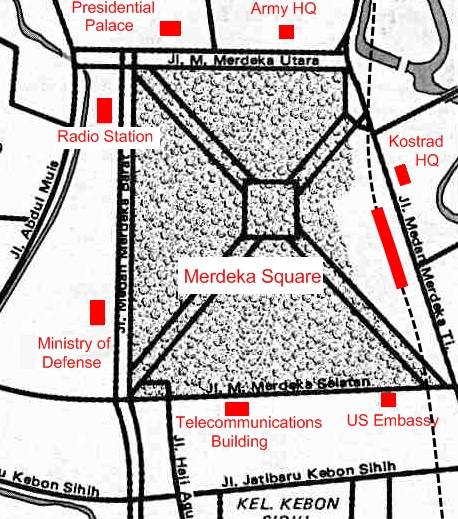
Ontwerp van het Medan Merdeka in 1965

Op 27 december 1949 – de dag van de soevereiniteitsoverdracht - veranderde Soekarno de naam van het Koningsplein in Medan Merdeka, wat Vrijheidsplein betekent. In 1959 werd er een ontwerpwedstrijd, gevolgd door een tweede wedstrijd in 1960, maar Soekarno vond geen van de ontwerpen goed en dus werd er geen winnaar bekendgemaakt. In plaats daarvan vroeg Soekarno, die eerder architectuur studeerde, architecten om de door zichzelf gemaakte schetsen te verfijnen. Zijn ontwerp voor het nieuwe Medan Merdeka was gebaseerd op een niet uitgevoerd Nederlands plan, dat in 1892 ontwikkeld was, met diagonale straten over het plein.
Soekarno wenste dat het Indonesische volk en de jonge onafhankelijke natie na de onafhankelijkheid iets had om trots op te zijn, “een monument voor de herdenking van de strijd”. Zo bedacht hij de bouw van het Nationaal Monument ( Indonesisch: Monumen Nasional of Monas ) in 1961. Het monument was pas voltooid in 1976. Zijn ambitie was om de Monas het hoogste gebouw in Jakarta te maken, hoger dan de Borobudur en groter dan de Eiffeltoren in Parijs. De atletiekbaan en sportfaciliteiten van het oude Koningsplein werden afgebroken om plaats te maken voor de bouw van het monument.
Het Merdekaplein wordt doorkruist door vier diagonale straten die een "X" vormen, met het Nationaal Monument in het hart. De straat heet Jalan Silang Monas en scheidt het plein in vier delen: Noord, Oost, Zuid, en West- parken. Het noorden, oosten en westen bleef een park, terwijl de zuidelijke kant was uitgegroeid tot een complex. Het Zuidelijke Park werd de plaats voor de Jakarta Fair van 1968 tot 1992, terwijl de zuidwestelijke hoek van dit deel werd gebruikt als Taman Ria Jakarta, oftewel het pretpark van Jakarta.
Het ontwerp van de parken bleef relatief onveranderd van de jaren 70 tot midden jaren 90. De renovatie in de jaren 2000 gaf het Medan Merdeka zijn huidige uiterlijk. Het doel was om de functie van Medan Merdeka als een open ruimte en groene omgeving te benadrukken. In de vroege jaren 90 werden het jaarmarktterrein en het pretpark in het zuiden van het park gesloopt, en werd aan deze gebiedende oude parkfunctie weer teruggegeven. De weg rondom het monument is niet toegankelijk voor gemotoriseerd verkeer.
In 2002, nadat Megawati als president werd gekozen, bouwde de gouverneur van Jakarta, meneer Sutiyoso, een hoog hek met bewaakte poorten en bewakers rondom het gehele plein. Bezoekers kunnen kosteloos het plein bezoeken, terwijl straatverkopers, daklozen, bedelaars en andere sociale groepen werden buitengesloten. Een legerkamp is opgezet binnen de hekken om de nieuwe regels te handhaven.

## Huidig ontwerp
Het huidige ontwerp is hoofdzakelijk gebaseerd op het plan uit de jaren 60, dat uit diagonaal doorkruiste straten bestaat, die vier gescheiden parken met het Nationaal Monument in het centrum vorm geven. Een renovatie begon in midden jaren 90 voor de herdenking van de 50ste verjaardag van de Indonesische onafhankelijkheid in 1995 en deze renovatie werd voltooid in de jaren nul van deze eeuw. Tijdens de renovatie verhuisde de rotonde verder van het monument af, omdat er gevreesd werd dat de trillingen van de passerende voertuigen het monument zouden beschadigen. Echter later is besloten dat het plein volledig verboden is voor alle voertuigen. De verplaatsing van de rotonde moest een grotere centrale tuin rondom het monument creëren. De asfaltweg is veranderd in bestrating van Franse steen en men creëerde een groots plein rond het monument.
Het Merdekaplein bestaat uit twee zones:
1. Taman Medan Merdeka (Medan Merdeka Park). De grote bomen, vijvers en fonteinen bevinden zich in deze zone. Deze zone is gelegen vanaf de hekken van de buitenste rand van het park naar het voetpad in het park.
2. Ruang Agung (De Grote Ruimte). Het tweede deel is de grote ruimte rondom het monument om de uitstraling van Nationaal Monument te verbeteren en te benadrukken. Er zijn geen grote bomen of visuele obstakels in deze zone. Het is gelegen vanaf het voetgangerspad naar het Nationaal Monument in het midden. Het bestaat uit grasvelden, het geplaveide grote plein, en een centrale tuin rondom het monument, gevuld met kleurrijke bloemen en decoratieve planten.

Er zijn vier parken op het Merdekaplein; volgens de kardinaal punten:
1. Taman Medan Merdeka Utara (Merdeka Park Noord). De ingang van de tunnel die leidt naar het Nationaal Monument bevindt zich in dit park. Het standbeeld van Diponegoro, die een paard berijdt en een buste standbeeld van de Indonesische dichter Chairil Anwar zijn ook gelegen in dit gebied.
2. Taman Medan Merdeka Timur (Merdeka Park Oost). Dit park is direct gelegen nabij het Gambir Station, het voormalige hoofdspoorwegstation van Batavia. De reflecterende vijver (wederom van het Nationaal Monument) en het standbeeld van Kartini, een Indonesische heldin voor de vrouwenemancipatie, geschonken door de Japanse overheid zijn hier geplaatst.
3. Taman Medan Merdeka Selatan (Merdeka Park Zuid). Hier is een nationalistisch monument gevestigd. Het hertenparkje is gelegen in de zuidoostelijke hoek. Dit park herbergt ook unieke planten alle 33 Indonesische provincies.
4. Taman Medan Merdeka Barat (Merdeka Park West). De dansende verlichte fontein bevindt zich hier. De fonteinshow met muziek wordt uitgevoerd in de weekendnachten.

### Directe omgeving

Het overzicht van het huidige Medan Merdeka en de skyline van Jakarta vanaf de Istiqlal Moskee

Het Medan Merdeka is het hart van Jakarta , alsmede het centrum van Indonesië. Veel belangrijke overheids- en culturele gebouwen ligt rond deze centrale plek in Jakarta.

#### Noordzijde
- Staatssecretariaat en Bina Graha
- Paleis aan het Koningsplein (thans Istana Merdeka)
- Hoge Raad Hof van Justitie
- Ministerie van Binnenlandse Zaken
- Hoofdkwartier van het Leger
- Istiqlalmoskee (Noordoost hoek)[8]

#### Oostzijde
- Pertamina Hoofdkwartier
- KOSTRAD Hoofdkwartier
- Immanuelkerk (voor 1946 Willemskerk genoemd)
- Nationale Galerij

#### Zuidzijde
- Ambassade van de Verenigde Staten[9]
- Paleis van de vicepresident
- Het oude stadhuis van Batavia en tevens het oude Gouverneurskantoor
- Ministerie van Overheidsbedrijven

#### Westzijde
- Indosat Hoofdkwartier
- Ministerie van Cultuur en Toerisme
- Ministerie van Defensie
- Nationaal Museum van Indonesië[2][10]
- Ministerie van Communicatie en Informatie
- Ministerie van Transport
- Hof van de Grondwetstoetsing
- RRI (Radio van de Republiek Indonesië) Hoofdkwartier